# Malin Björk
Malin Anna Björk (Göteborg, 22 de maig del 1972) és una política sueca feminista. És membre del Parlament Europeu, del Partit de l'Esquerra de Suècia i del Grup Confederal de l'Esquerra Unitària Europea/Esquerra Verda Nòrdica des del 2014.

## Trajectòria
Malin Björk treballà per al Lobby Europeu de Dones a Brussel·les durant uns anys abans de ser assessora política en la Comissió de Drets de les Dones i Igualtat de Gènere (FEMM) per a Eva-Britt Svensson, coordinadora de comité, el 2009.
Fou candidata del Partit de l'Esquerra en les Eleccions al Parlament Europeu del 2014, després de guanyar a Mikael Gustavsson, també eurodiputat després.
Durant la campanya electoral se centrà en qüestions feministes, en l'antiracisme, els drets LGBT, la protecció del benestar i drets de les persones treballadores i l'oposició a les polítiques d'austeritat. Pretenia aconseguir mesures més estrictes contra la pràctica de vendre per sota del preu de cost, una pràctica de competència deslleial per la qual les empreses redueixen els costos aprofitant-se de sous baixos i la precarietat laboral dels estats empobrits.
És per això que treballa per a l'anul·lació del principi de "Laval Un Partneri Ltd contra el Sindicat Suec de Treballadors de la Construcció", que sosté que el dret de vaga està limitat si afecta de manera desproporcionada el dret a establir negocis a la UE. S'oposa a la proposta de crear una Zona de Lliure Comerç Transatlàntica.(3)
A l'abril del 2014, Malin es negà a posar-se el cinturó de seguretat en un avió suec després de saber hi transportaria un sol·licitant d'asil de l'Iran que estava a punt de ser deportat. Com a resultat, l'home fou traslladat a un altre lloc. Més tard se li concedí un permís de residència permanent a Suècia.
A hores d'ara viu a Brussel·les amb la seua parella i els seus dos fills.
En la legislatura 2014 - 2019 del Parlament Europeu, fou membre de la Comissió de Drets de les Dones i Igualtat de Gènere del Parlament i de la Comissió de Llibertats Civils, Justícia i Afers d'Interior.
És la ponent del Parlament Europeu sobre el Marc de reassentament de la UE. A l'octubre de 2017, la seua proposta de reassentar 240.000 refugiats a l'any als estats de la UE fou aprovada.
És autora, juntament amb la seua col·lega Eleonora Forenza, d'un informe sobre gènere i comerç, que demana una política comercial de la UE sensible al gènere. L'informe fou adoptat el 2018. Al març d'aquest any va organitzar el Fòrum "Feminism without border" amb Angela Vallina i Joâo Pimenta, pertanyents al Grup Confederal de l'Esquerra Unitària Europea/Esquerra Verda Nòrdica.
El 2019 fou reelegida per a la legislatura 2019 - 2024 del Parlament d'Europa.